# 28059 Kiliaan
28059 Kiliaan este un asteroid din centura principală de asteroizi.

## Descriere
28059 Kiliaan este un asteroid din centura principală de asteroizi. A fost descoperit pe 26 iulie 1998 la Observatorul La Silla de Eric Walter Elst. Asteroidul prezintă o orbită caracterizată de o semiaxă mare de 2,88 ua, o excentricitate de 0,16 și o înclinație de 11,7° în raport cu ecliptica.